# Pangolim-indiano
O Pangolim-indiano (Manis crassicaudata) é um mamífero folidoto da família dos manídeos.